# Ein Mann muß nicht immer schön sein
Ein Mann muss nicht immer schön sein ist ein deutscher Film von Regisseur Hans Quest aus dem Jahr 1956.

## Handlung
Peter Moll, Leiter einer Jazzband und Sänger, soll die Melodie für seinen Schlager Ein Mann muss nicht immer schön sein von dem Komponisten Michael Schröder gestohlen haben. Da er während der Gerichtsverhandlung, in der er als Plagiator zu Schadenersatz verurteilt wird, die Nerven verliert, muss er einen Tag im Gefängnis verbringen. Er erfährt dort vom schweren Gustav, dass dieser nach einem Einbruch einen wertvollen Brillanten in einen schwarzen Büstenhalter eingenäht und diesen im Korsettgeschäft von Frau Hebe versteckt hat.
Peter sieht hierin die Lösung seiner Finanzprobleme und macht sich gemeinsam mit seinem Freund Paul auf die Suche nach dem kostbaren Wäschestück. Doch inzwischen sind fünf schwarze Büstenhalter verkauft worden, und sie erfahren, dass nicht jede Frau gerne in ihrer Wäsche wühlen lässt. Zudem beteiligen sich auch drei Berufsganoven an der Jagd auf den Diamanten im BH. Schließlich scheint der Stein endgültig verloren zu sein, dafür aber können Peter und Paul Freundschaft mit den zwei jungen Damen Lore und Liesel schließen.
Am Ende finden sie, durch einen glücklichen Zufall, doch noch den lang gesuchten Brillanten und können eine Belohnung einstreichen. Auch der Komponist Schröder gesteht, nicht ganz freiwillig, dass er die Melodie gestohlen hat und Peter Moll der Urheber des Schlagers ist.

## Lieder
- Ein Mann muss nicht immer schön sein (Peter Alexander)
- Kleines Haus auf der Sierra Nevada (Peter Alexander)

## Trivia
Als die Band ihre Möbel verkauft, um die Rechnungen bezahlen zu können, erwähnen sie auf einer Brücke, dass sie als letztes Die letzte Brücke verkauft haben.

## Kritiken
- Filmblätter: „Das Beste des Films ist sein Tempo: Man langweilt sich bei keiner Szene und muß trotz mancher Wiederholung in den Einfällen den Rififi-Klamauk hell belachen.“[1]

- Lexikon des internationalen Films: „Einfallslos-schmieriger Schwank zwischen Klamauk und Klamotte.“[2]